# Tryphon eupitheciae
Tryphon eupitheciae là một loài tò vò trong họ Ichneumonidae.